# Vandet i jorden
|  | Denne artikel er oprettet af botten Steenthbot ud fra en ekstern database. Den kan derfor have sproglige fejl eller mangler. Denne skabelon kan fjernes efter kontrol af indholdet. |

Vandet i jorden er en dansk dokumentarfilm fra 1957 instrueret af Per B. Holst og efter manuskript af A.O. Rasmussen og H.C. Aslyng.

## Handling
Filmen viser i tegnefilm principperne for vandets fastholdelse i jorden.